# Айелло, Стиви
Стивен «Стиви» Айелло (родился 30 апреля 1983 года) — американский композитор, музыкант и музыкальный продюсер. Более всего известен своими совместными выступлениями с группой Thirty Seconds to Mars в качестве бас-гитариста, бэк-вокалиста и клавишника. Один из основателей рок группы Monty Are I в 1998 году. Айелло сотрудничал с такими артистами, как Mumford & Sons, Шайен Джексон, Лана Дель Рей, Junkie XL, Young Guns, Cobra Starship, Every Avenue и The Knocks.
Айелло был номинирован на две GMA Dove Award с альбомом Invader  (2015) группы Rapture Ruckus. Он принимал участие в записи проектов таких групп: Sleeping with Sirens, Of Mice & Men, We Came as Romans, Anti-Flag, Blessthefall, Pop Evil и Before Their Eyes.

## Ранняя жизнь
Стиви Айелло родился 30 апреля 1983 года в Крэнстоне, Род-Айленд. Его семья имеет итальянские корни, его прабабушка и прадедушка переехали из Серрастретты в США в начале 1900-х годов. Айелло учился в Cranston High School West, после чего поступил в университет Род-Айленда в Кингстоне. Будучи студентом, он начинал писать музыку и играл в рок и металл группах. На него повлияли такие музыканты, как Underoath, Metallica, Josh Groban, Hans Zimmer и Майкл Джексон.

## Музыкальную карьеру

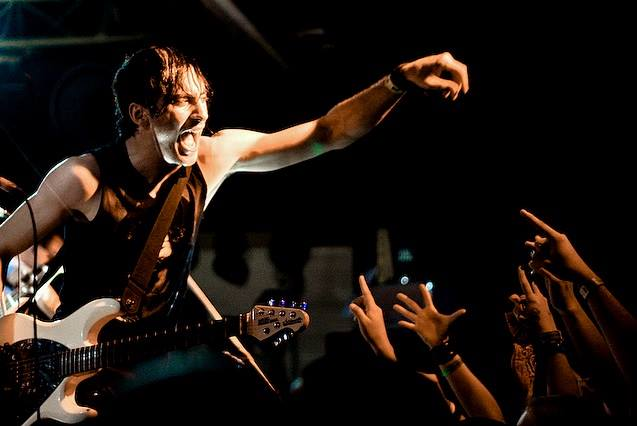
Айелло выступает с Monty Are I

В 1998 году основывает группу Monty Are I.
В начале 2013 года он переехал в Лос-Анджелес, где начал работать с группой Thirty Seconds to Mars после того, как сессионный музыкант Тим Келлехер покинул группу, чтобы работать над своим собственным проектом. Айелло играет на бас-гитаре, клавишных, и, иногда, ритм-гитаре. Позже он принимает участие в записи альбома. В 2014 году Айелло присоединяется к продюсеру Rob Graves для работы над альбомом Transmissions (2014) группы Starset.
Он работал с Crown the Empire над альбомами The Resistance: Rise of the Runaways (2014) и Retrograde (2016).Его работы с Rapture Ruckus над альбомом Invader (2015) принесла ему две номинации на GMA Dove Awards. Айелло принимает участие в создании пятого альбома группы Blessthefall — To Those Left Behind (2015). Позже он работает с Young Guns над альбомом Echoes (2016) и альбомом Gossip (2017) группы Sleeping with Sirens.